# Yenikasarcılar, Rize
Yenikasarcılar là một xã thuộc thành phố Rize, tỉnh Rize, Thổ Nhĩ Kỳ. Dân số thời điểm năm 2010 là 143 người.